# Noah Georgeson
Noah Georgeson (ur. 19 stycznia 1975 w Nevada City, Kalifornia) – amerykański wokalista, gitarzysta, aranżer i producent muzyczny. Ukończył Mills College. W 2006 r. ukazał się jego debiutancki album pt. Find Shelter, wydany przez Plain Recordings. Współzałożyciel i członek grupy The Pleased. Jako muzyk, mikser i producent muzyczny współpracował m.in. z Brodką, Charlotte Gainsbourg, Devendrą Banhart czy grupą The Strokes.